# NXT Arrival
NXT Arrival (estilizado como NXT ArRIVAL) foi um evento de transmissão ao vivo de luta livre profissional produzido pela WWE. Foi realizado exclusivamente para lutadores do território de desenvolvimento da promoção, NXT. O evento foi ao ar exclusivamente na WWE Network e aconteceu em 27 de fevereiro de 2014, na sede do NXT, Full Sail University em Winter Park, Flórida. Foi o primeiro evento de wrestling profissional ao vivo da WWE transmitido online através da WWE Network, lançada apenas alguns dias antes do evento.
Seis lutas foram disputadas durante o evento. No evento principal, Adrian Neville derrotou Bo Dallas em uma luta de escadas para ganhar o Campeonato do NXT. O card também contou com Paige derrotando Emma para reter o Campeonato Feminino do NXT e Cesaro derrotando Sami Zayn na luta de abertura. O evento foi elogiado pela crítica, mas alguns tiveram problemas técnicos ao visualizar a transmissão ao vivo, que a WWE reconheceu mais tarde.

## Produção

### Introdução
Em 2012, a WWE reestruturou sua marca NXT de um reality show de competição baseado em realidade para um território de desenvolvimento para sua lista principal. Em 2014, a promoção agendou seu primeiro especial ao vivo para o NXT intitulado Arrival. O evento estava programado para ser realizado em 27 de fevereiro de 2014, na arena da Full Sail University em Winter Park, Flórida. O evento foi ao ar exclusivamente na WWE Network, e foi o primeiro evento ao vivo da WWE a ser transmitido na WWE Network, lançado apenas alguns dias antes do evento.

### Histórias
O card foi composto por seis partidas. As lutas resultaram de histórias roteirizadas, onde os lutadores retratavam heróis, vilões ou personagens menos distinguíveis que construíam tensão e culminavam em uma luta ou série de lutas. Os resultados foram predeterminados pelos escritores da WWE na marca NXT, enquanto as histórias foram produzidas em seu programa semanal de televisão, NXT.

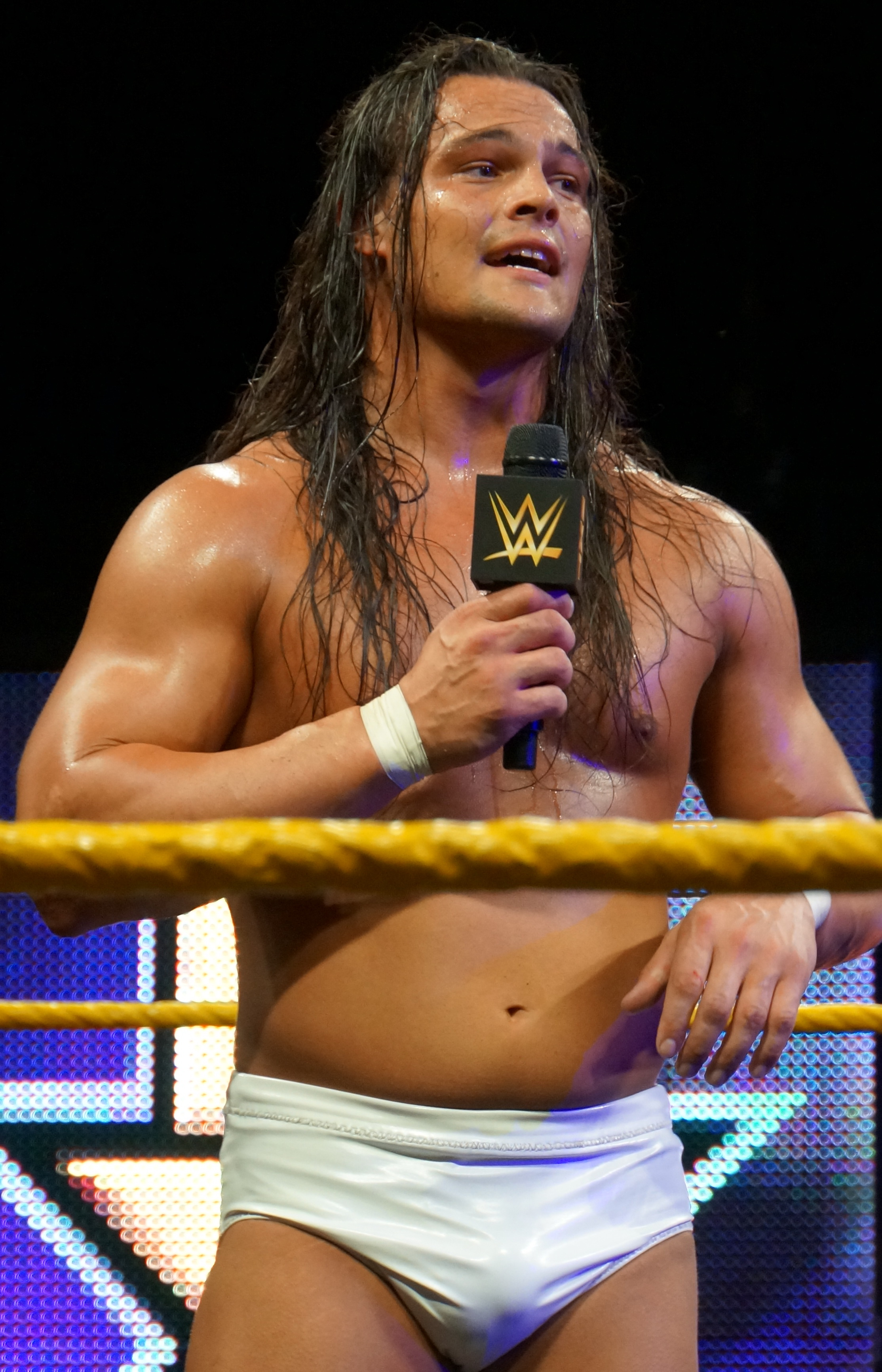
Bo Dallas, o atual Campeão do NXT indo para o NXT Arrival.

Três lutas foram promovidas para o evento. O evento principal contou com Bo Dallas defendendo o Campeonato do NXT contra Adrian Neville em uma luta de escadas. Neville ganhou pela primeira vez uma luta número um (contra Sami Zayn) pelo título de Dallas no episódio de 27 de novembro de 2013 do NXT. Neville enfrentou Dallas pelo título no próximo episódio e venceu por contagem, o que significava que o título não mudou de mãos. Dois episódios depois, Neville enfrentou Dallas novamente pelo título em uma luta lumberjack, mas perdeu quando o lumberjack Tyler Breeze interferiu. Neville mais uma vez se tornou o desafiante número um depois que Dallas não conseguiu derrotar Neville em uma luta beat-the-clock challenge no episódio do NXT de 22 de janeiro, que surgiu devido à ostentação de Dallas. No episódio de 5 de fevereiro do NXT, Triple H anunciou que a luta pelo título seria uma luta de escadas no NXT Arrival.

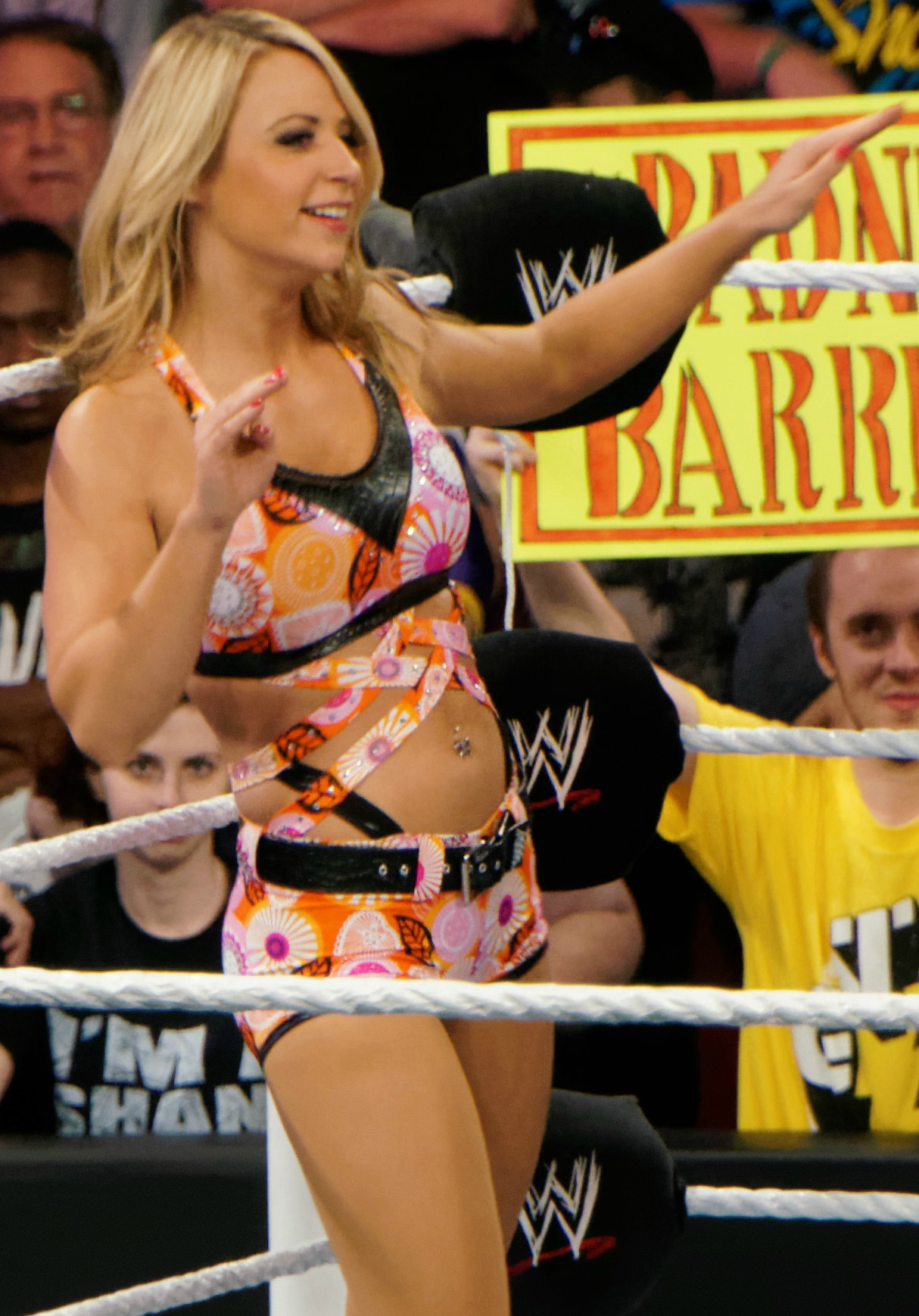
Emma, a desafiante pelo Campeonato Feminino do NXT no NXT Arrival.

O Campeonato Feminino do NXT foi defendido no NXT Arrival por Paige contra Emma. No episódio de 24 de julho de 2013 do NXT, Paige derrotou Emma nas finais do torneio para coroar a inaugural Campeã Feminina do NXT. Emma ganhou o status de candidata número um ao título de Paige no episódio de 7 de agosto do NXT ao vencer uma competição de dança. Emma mais tarde defendeu com sucesso seu status de desafiante número um contra Natalya no NXT de 1º de janeiro de 2014. Foi anunciado no episódio de 12 de fevereiro do NXT que Emma receberia sua luta pelo título no NXT Arrival.
A rivalidade de Cesaro e Sami Zayn começou em 22 de maio de 2013 no episódio do NXT, onde Zayn fez sua estreia na televisão NXT e marcou uma vitória sobre Cesaro, que foi a segunda luta que ele venceu nesse episódio. Cesaro então venceu a segunda e terceira partidas de sua série, sendo a última uma partida de duas quedas em agosto de 2013.[16][17] No episódio de 22 de janeiro de 2014 do NXT, Zayn revelou que estava obcecado com sua última luta com Cesaro, porque "eles a chamaram de a melhor luta do ano", mas Zayn havia perdido essa luta. Assim, ele desafiou Cesaro para outra revanche, que recusou.[18] No episódio de 12 de fevereiro do NXT, Cesaro negou o desafio de Zayn novamente, mas Triple H oficializou a revanche para o NXT Arrival.[14]

## Antes do evento

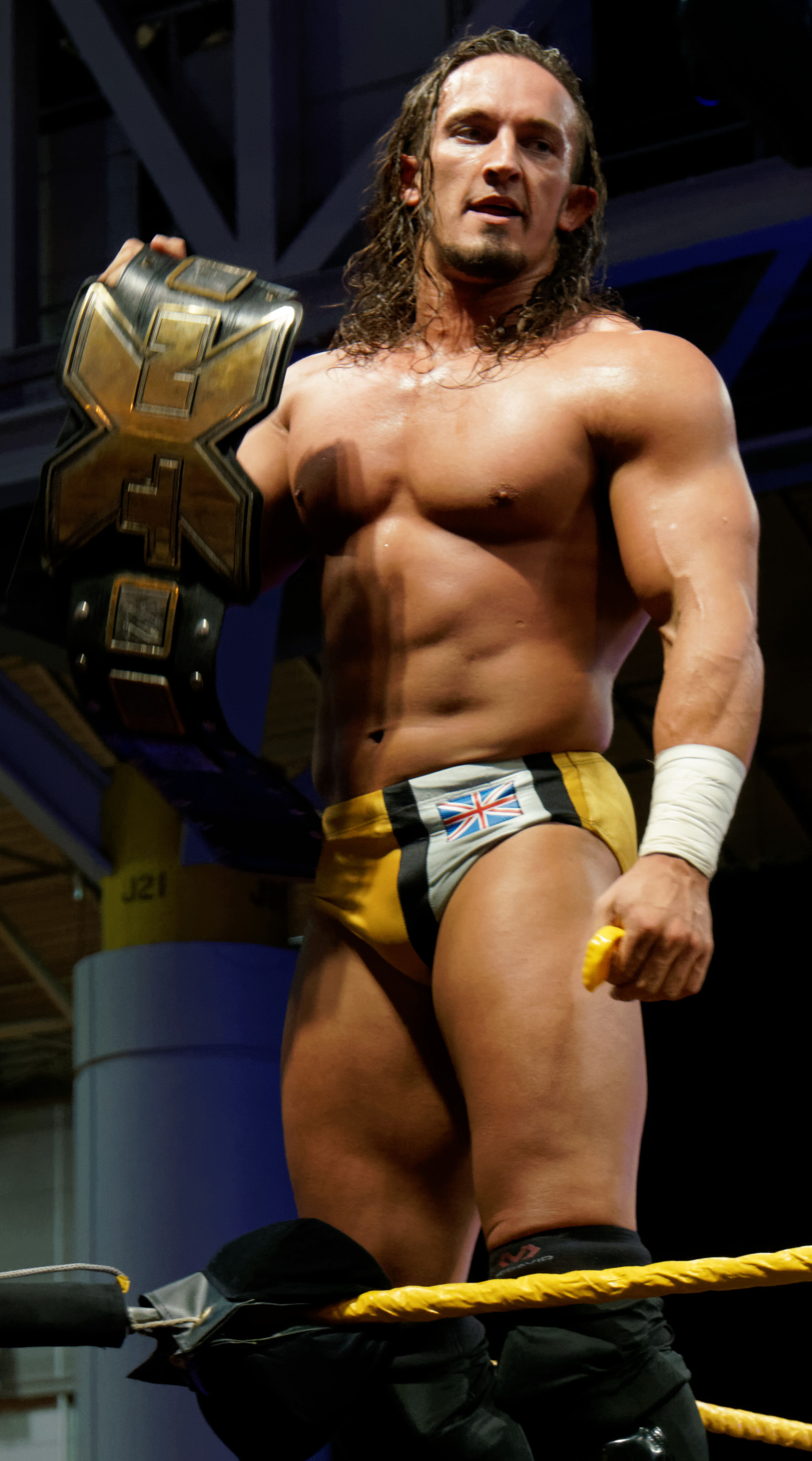
Adrian Neville capturando o NXT Championship no evento principal.

NXT Arrival teve combates de luta profissional de diferentes lutadores, com rivalidades e histórias pré-determinadas que se desenvolveram no NXT — programa transmitido pela WWE via internet. Os lutadores interpretaram um vilão ou um mocinho seguindo uma série de eventos para gerar tensão, culminando em várias lutas.

## Resultados
| Nº                                          | Resultados                                                                                    | Estipulações                                     | Tempo |
| ------------------------------------------- | --------------------------------------------------------------------------------------------- | ------------------------------------------------ | ----- |
| 1                                           | Cesaro derrotou Sami Zayn                                                                     | Lutas individual                                 | 22:55 |
| 2                                           | Mojo Rawley derrotou CJ Parker                                                                | Lutas individual                                 | 3:25  |
| 3                                           | The Ascension (Konnor e Viktor) (c) derrotaram Too Cool (Grand Master Sexay e Scotty 2 Hotty) | Luta de duplas pelo Campeonato de Duplas do NXT  | 6:40  |
| 4                                           | Paige (c) derrotou Emma                                                                       | Lutas individual pelo Campeonato Feminino do NXT | 12:54 |
| 5                                           | Tyler Breeze vs. Xavier Woods terminou em no contest                                          | Lutas individual                                 | 0:35  |
| 6                                           | Adrian Neville derrotou Bo Dallas (c)                                                         | Lutas individual pelo Campeonato do NXT          | 16:04 |
| (c) – Refere-se aos campeões antes da luta. |                                                                                               |                                                  |       |